# Sifrid Przemyślida
Sifrid (zm. 1227) – ostatni przedstawiciel morawskiej linii Przemyślidów.
Sifrid był synem księcia ołomunieckiego Brzetysława. Po śmierci ojca władzę w dzielnicy ołomunieckiej objął Przemysł Ottokar I, a Sifrid musiał poświęcić się karierze duchownej. W 1220 r. jest wzmiankowany jako kapłan królewski. W 1226 r. został dziekanem kapituły ołomunieckiej. Często krytykował króla i biskupa. Z tym ostatnim popadł w spór. Swoich racji dochodził podczas pobytu w Rzymie.